# Will & Grace/Episodenliste
Diese Episodenliste enthält alle Episoden der US-amerikanischen Comedyserie Will & Grace, sortiert nach der US-amerikanischen Erstausstrahlung. Die Fernsehserie umfasst elf Staffeln mit 246 Episoden.

## Übersicht
| Staffel | Episodenanzahl | Erstausstrahlung USA | Erstausstrahlung USA | Deutschsprachige Erstausstrahlung | Deutschsprachige Erstausstrahlung |
| Staffel | Episodenanzahl | Staffelstart         | Staffelfinale        | Staffelstart                      | Staffelfinale                     |
| ------- | -------------- | -------------------- | -------------------- | --------------------------------- | --------------------------------- |
| 1       | 22             | 21. September 1998   | 13. Mai 1999         | 1. September 2001                 | 26. Januar 2002                   |
| 2       | 24             | 21. September 1999   | 23. Mai 2000         | 2. Februar 2002                   | 13. Juli 2002                     |
| 3       | 25             | 12. Oktober 2000     | 17. Mai 2001         | 20. Juli 2002                     | 28. Dezember 2002                 |
| 4       | 27             | 27. September 2001   | 16. Mai 2002         | 4. Januar 2003                    | 28. Juni 2003                     |
| 5       | 24             | 26. September 2002   | 15. Mai 2003         | 12. Juli 2003                     | 27. Dezember 2003                 |
| 6       | 24             | 25. September 2003   | 29. April 2004       | 5. September 2004                 | 13. März 2005                     |
| 7       | 24             | 16. September 2004   | 19. Mai 2005         | 30. Oktober 2005                  | 26. März 2006                     |
| 8       | 24             | 29. September 2005   | 18. Mai 2006         | 18. Oktober 2008                  | 3. Januar 2009                    |
| 9       | 16             | 28. September 2017   | 5. April 2018        | 30. April 2018                    | 11. Juni 2018                     |
| 10      | 18             | 4. Oktober 2018      | 4. April 2019        | 13. März 2019                     | 20. November 2019                 |
| 11      | 18             | 24. Oktober 2019     | 23. April 2020       | 21. April 2021                    | 16. Juni 2021                     |

## Staffel 1
Die Erstausstrahlung der ersten Staffel war vom 21. September 1998 bis zum 13. Mai 1999 auf dem US-amerikanischen Fernsehsender NBC zu sehen. Die deutschsprachige Erstausstrahlung der ersten Folge sendete der deutsche Sender ProSieben am 1. September 2001.
| Nr. (ges.) | Nr. (St.) | Deutscher Titel                        | Originaltitel                        | Erstausstrahlung USA | Deutschsprachige Erstausstrahlung (D) | Regie         | Drehbuch                                          |
| ---------- | --------- | -------------------------------------- | ------------------------------------ | -------------------- | ------------------------------------- | ------------- | ------------------------------------------------- |
| 1          | 1         | Die Hochzeit meiner besten Freundin    | The Pilot (Love & Marriage)          | 21. Sep. 1998        | 1. Sep. 2001                          | James Burrows | David Kohan & Max Mutchnick                       |
| 2          | 2         | Das Wohnungskarussell                  | A New Lease On Life                  | 28. Sep. 1998        | 8. Sep. 2001                          | James Burrows | David Kohan & Max Mutchnick                       |
| 3          | 3         | Das Mega-Wohlfühl-Bad                  | Head Case                            | 5. Okt. 1998         | 15. Sep. 2001                         | James Burrows | David Kohan & Max Mutchnick                       |
| 4          | 4         | Texas trifft New York                  | Between A Rock And Harlin's Place    | 12. Okt. 1998        | 22. Sep. 2001                         | James Burrows | David Kohan & Max Mutchnick                       |
| 5          | 5         | Halloween? Reine Kindersache!          | Boo! Humbug                          | 26. Okt. 1998        | 27. Okt. 2001                         | James Burrows | Jon Kinnally & Tracy Poust                        |
| 6          | 6         | Der geheimnisvolle Klient              | William, Tell                        | 9. Nov. 1998         | 29. Sep. 2001                         | James Burrows | William Lucas Walker                              |
| 7          | 7         | Wo ein Will ist, ist kein Weg          | Where There's A Will, There's No Way | 16. Nov. 1998        | 6. Okt. 2001                          | James Burrows | Jhoni Marchinko                                   |
| 8          | 8         | Mega-News                              | The Buying Game                      | 30. Nov. 1998        | 13. Okt. 2001                         | James Burrows | Dava Savel                                        |
| 9          | 9         | Will und Struppi                       | The Truth About Will & Dogs          | 15. Dez. 1998        | 20. Okt. 2001                         | James Burrows | David Kohan & Max Mutchnick                       |
| 10         | 10        | Heizungsschacht der Leidenschaft       | The Big Vent                         | 5. Jan. 1999         | 3. Nov. 2001                          | James Burrows | David Kohan & Max Mutchnick                       |
| 11         | 11        | Graue Brusthaare und eine Cowboy-Torte | Will On Ice                          | 12. Jan. 1999        | 10. Nov. 2001                         | James Burrows | Michael Patrick King                              |
| 12         | 12        | Nicht ohne meine Putzfrau              | My Fair Maid-y                       | 2. Feb. 1999         | 11. Nov. 2001                         | James Burrows | Adam Barr                                         |
| 13         | 13        | Das Mutter-Schutzschild                | The Unsinkable Mommy Adler           | 9. Feb. 1999         | 24. Nov. 2001                         | James Burrows | Alex Herschlag                                    |
| 14         | 14        | Big Brother kommt Teil 1               | Big Brother Is Coming (1)            | 16. Feb. 1999        | 1. Dez. 2001                          | James Burrows | David Kohan & Max Mutchnick                       |
| 15         | 15        | Big Brother kommt Teil 2               | Big Brother Is Coming (2)            | 23. Feb. 1999        | 8. Dez. 2001                          | James Burrows | David Kohan & Max Mutchnick                       |
| 16         | 16        | Deiner, meiner oder unser?             | Yours, Mine Or Ours                  | 2. März 1999         | 15. Dez. 2001                         | James Burrows | Ellen Idelson & Rob Lotterstein                   |
| 17         | 17        | Grace und der Eskimo                   | Secrets & Lays                       | 23. März 1999        | 22. Dez. 2001                         | James Burrows | Dava Savel                                        |
| 18         | 18        | Der Grace-Ersatz                       | Grace, Replaced                      | 8. Apr. 1999         | 29. Dez. 2001                         | James Burrows | Katie Palmer                                      |
| 19         | 19        | Peinlichkeiten unter Freunden          | Will Works Out                       | 22. Apr. 1999        | 5. Jan. 2002                          | James Burrows | Michael Patrick King & Jon Kinnally & Tracy Poust |
| 20         | 20        | Alles für Grace                        | Saving Grace                         | 29. Apr. 1999        | 12. Jan. 2002                         | James Burrows | Jhoni Marchinko                                   |
| 21         | 21        | Der Traum vom Sieg                     | Alley Cats                           | 6. Mai 1999          | 19. Jan. 2002                         | James Burrows | Jhoni Marchinko & Alex Herschlag                  |
| 22         | 22        | Getrennte Wege                         | Object Of My Rejection               | 13. Mai 1999         | 26. Jan. 2002                         | James Burrows | Adam Barr                                         |

## Staffel 2
Die Erstausstrahlung der zweiten Staffel war vom 21. September 1999 bis zum 23. Mai 2000 auf dem US-amerikanischen Fernsehsender NBC zu sehen. Die deutschsprachige Erstausstrahlung der zweiten Staffel sendete der deutsche Sender ProSieben vom 2. Februar 2002 bis zum 13. Juli 2002.
| Nr. (ges.) | Nr. (St.) | Deutscher Titel                     | Originaltitel                                               | Erstausstrahlung USA | Deutschsprachige Erstausstrahlung (D) | Regie         | Drehbuch                                    |
| ---------- | --------- | ----------------------------------- | ----------------------------------------------------------- | -------------------- | ------------------------------------- | ------------- | ------------------------------------------- |
| 23         | 1         | Grace allein zuhaus                 | Guess Who’s Not Coming To Dinner                            | 21. Sep. 1999        | 2. Feb. 2002                          | James Burrows | David Kohan & Max Mutchnick                 |
| 24         | 2         | Die Wahl                            | Election                                                    | 28. Sep. 1999        | 9. Feb. 2002                          | James Burrows | Adam Barr                                   |
| 25         | 3         | Pamela Adler                        | Das Boob                                                    | 2. Nov. 1999         | 16. Feb. 2002                         | James Burrows | Jhoni Marchinko                             |
| 26         | 4         | Die Kuppelaktion                    | Whose Mom Is It Anyway?                                     | 9. Nov. 1999         | 23. Feb. 2002                         | James Burrows | Alex Herschlag                              |
| 27         | 5         | Zerplatzte Träume                   | Polk Defeats Truman                                         | 16. Nov. 1999        | 2. März 2002                          | James Burrows | Jeff Greenstein                             |
| 28         | 6         | Freund oder Verräter                | To Serve & Disinfect                                        | 23. Nov. 1999        | 9. März 2002                          | James Burrows | Katie Palmer                                |
| 29         | 7         | Pikante Geheimnisse                 | Homo For The Holidays                                       | 25. Nov. 1999        | 16. März 2002                         | James Burrows | Alex Herschlag                              |
| 30         | 8         | Die Nüsse des Chef                  | Terms Of Employment                                         | 30. Nov. 1999        | 23. März 2002                         | James Burrows | David Kohan & Max Mutchnick                 |
| 31         | 9         | Dim Sum versus Spaghetti            | I Never Promised You An Olive Garden                        | 14. Dez. 1999        | 30. März 2002                         | James Burrows | Jon Kinnally & Tracy Poust                  |
| 32         | 10        | Liebeslied für Karen                | Tea & A Total Lack Of Sympathy                              | 11. Jan. 2000        | 6. Apr. 2002                          | James Burrows | Jon Kinnally & Tracy Poust                  |
| 33         | 11        | Der Notfall-Plan                    | Seeds Of Discontent                                         | 25. Jan. 2000        | 13. Apr. 2002                         | James Burrows | Jhoni Marchinko                             |
| 34         | 12        | Mein Therapeuth – Dein Therapeuth   | He’s Come Undone                                            | 8. Feb. 2000         | 27. Apr. 2002                         | James Burrows | Adam Barr                                   |
| 35         | 13        | Von Vätern und Söhnen               | Oh Dad, Poor Dad, He’s Kept Me In The Closet And I’m So Sad | 15. Feb. 2000        | 4. Mai 2002                           | James Burrows | Katie Palmer                                |
| 36         | 14        | Der geküsste Wetterfrosch           | Acting Out                                                  | 22. Feb. 2000        | 11. Mai 2002                          | James Burrows | David Kohan & Max Mutchnick                 |
| 37         | 15        | Blind Date                          | Advise & Resent                                             | 29. Feb. 2000        | 18. Mai 2002                          | James Burrows | Jon Kinnally & Tracy Poust                  |
| 38         | 16        | Wiedersehen mit dem Ex              | Hey La, Hey La, My Ex-Boyfriend’s Back                      | 14. März 2000        | 25. Mai 2002                          | James Burrows | Jeff Greenstein                             |
| 39         | 17        | Die Wette                           | The Hospital Show                                           | 28. März 2000        | 1. Juni 2002                          | James Burrows | Adam Barr                                   |
| 40         | 18        | Der 150. Anrufer                    | Sweet & Sour Charity                                        | 4. Apr. 2000         | 8. Juni 2002                          | James Burrows | Gail Lerner                                 |
| 41         | 19        | Sex mit den Heuschrecken            | An Affair To Forget                                         | 18. Apr. 2000        | 15. Juni 2002                         | James Burrows | Alex Herschlag & Laura Kightlinger          |
| 42         | 20        | Zwischen den Ufern                  | Girls, Interrupted                                          | 2. Mai 2000          | 22. Juni 2002                         | James Burrows | Jon Kinnally, Tracy Poust & Jhoni Marchinko |
| 43         | 21        | Begegnung mit der Zukunft           | There But For The Grace Of Grace                            | 9. Mai 2000          | 29. Juni 2002                         | James Burrows | Michelle Bochner                            |
| 44         | 22        | Die Erfindung des Ex                | My Best Friend’s Tush                                       | 16. Mai 2000         | 6. Juli 2002                          | James Burrows | Ellen Idelson & Rob Lotterstein             |
| 45         | 23        | Die fünf Säulen des Glücks – Teil 1 | Ben? Her? (1)                                               | 23. Mai 2000         | 13. Juli 2002                         | James Burrows | David Kohan & Max Mutchnick                 |
| 46         | 24        | Die fünf Säulen des Glücks – Teil 2 | Ben? Her? (2)                                               | 23. Mai 2000         | 13. Juli 2002                         | James Burrows | David Kohan & Max Mutchnick                 |

## Staffel 3
Die Erstausstrahlung der dritten Staffel war vom 12. Oktober 2000 bis zum 17. Mai 2001 auf dem US-amerikanischen Fernsehsender NBC zu sehen. Die deutschsprachige Erstausstrahlung sendete der deutsche Sender ProSieben vom 20. Juli 2002 bis zum 28. Dezember 2002.
| Nr. (ges.) | Nr. (St.) | Deutscher Titel               | Originaltitel                        | Erstausstrahlung USA | Deutschsprachige Erstausstrahlung (D) | Regie         | Drehbuch                                    |
| ---------- | --------- | ----------------------------- | ------------------------------------ | -------------------- | ------------------------------------- | ------------- | ------------------------------------------- |
| 47         | 1         | Zurück von den Jungferninseln | New Will City                        | 12. Okt. 2000        | 20. Juli 2002                         | James Burrows | David Kohan & Max Mutchnick                 |
| 48         | 2         | Einer muss gehen              | Fear & Clothing                      | 19. Okt. 2000        | 27. Juli 2002                         | James Burrows | Adam Barr                                   |
| 49         | 3         | Babyöl und Yachtclub          | Husbands & Trophy Wives              | 19. Okt. 2000        | 3. Aug. 2002                          | James Burrows | Kari Lizer                                  |
| 50         | 4         | Das Sensibilisierungs-Seminar | Girl Trouble                         | 26. Okt. 2000        | 10. Aug. 2002                         | James Burrows | Alex Herschlag                              |
| 51         | 5         | Jack 2000                     | Grace 0, Jack 2000                   | 2. Nov. 2000         | 17. Aug. 2002                         | James Burrows | Tracy Poust & Jon Kinnally                  |
| 52         | 6         | Der Dreier                    | Love Plus One                        | 9. Nov. 2000         | 24. Aug. 2002                         | James Burrows | Richard Rosenstock                          |
| 53         | 7         | Die Wahrsagerin               | Gypsies, Tramps & Weed               | 16. Nov. 2000        | 31. Aug. 2002                         | James Burrows | Katie Palmer                                |
| 54         | 8         | Die Anfänge – Teil 1          | Lows In The Mid-Eighties (1)         | 23. Nov. 2000        | 7. Sep. 2002                          | James Burrows | Jeff Greenstein                             |
| 55         | 9         | Die Anfänge – Teil 2          | Lows In The Mid-Eighties (2)         | 23. Nov. 2000        | 7. Sep. 2002                          | James Burrows | Jeff Greenstein                             |
| 56         | 10        | Aller guten Dinge sind sechs  | Three’s A Crowd, Six Is A Freak Show | 14. Dez. 2000        | 14. Sep. 2002                         | James Burrows | Jhoni Marchinko                             |
| 57         | 11        | Der Kaffee-Junkie             | Coffee & Commitment                  | 4. Jan. 2001         | 21. Sep. 2002                         | James Burrows | Adam Barr                                   |
| 58         | 12        | Promischau                    | Swimming Pools… Movie Stars          | 11. Jan. 2001        | 28. Sep. 2002                         | James Burrows | Katie Palmer                                |
| 59         | 13        | Sport, Lügen & Libido         | Crazy In Love                        | 1. Feb. 2001         | 5. Okt. 2002                          | James Burrows | Tracy Poust & Jon Kinnally                  |
| 60         | 14        | Bruderliebe                   | Brothers, A Love Story               | 8. Feb. 2001         | 12. Okt. 2002                         | James Burrows | David Kohan & Max Mutchnick                 |
| 61         | 15        | Die Nonnenschüssel            | My Uncle The Car                     | 15. Feb. 2001        | 19. Okt. 2002                         | James Burrows | Kari Lizer                                  |
| 62         | 16        | Wer betrügt wen – Teil 1      | Cheaters (1)                         | 22. Feb. 2001        | 9. Nov. 2002                          | James Burrows | Alex Herschlag                              |
| 63         | 17        | Wer betrügt wen – Teil 2      | Cheaters (2)                         | 20. Feb. 2001        | 19. Nov. 2002                         | James Burrows | Alex Herschlag                              |
| 64         | 18        | Langweiler mit Traumhund      | Mad Dogs & Average Men               | 15. März 2001        | 16. Nov. 2002                         | James Burrows | Adam Barr                                   |
| 65         | 19        | Der große Bluff               | Poker? I Don’t Even Like Her         | 29. März 2001        | 26. Nov. 2002                         | James Burrows | Jeanette Collins & Mimi Friedman            |
| 66         | 20        | Die altmodische Piano-Party   | An Old-Fashioned Piano Party         | 19. Apr. 2001        | 30. Nov. 2002                         | James Burrows | Jhoni Marchinko, Tracy Poust & Jon Kinnally |
| 67         | 21        | Ein Abend in Venedig          | The Young & The Tactless             | 26. Apr. 2001        | 30. Nov. 2002                         | James Burrows | Jeff Greenstein                             |
| 68         | 22        | Die Lispel-Liese              | Alice Doesn’t Lisp Here Anymore      | 3. Mai 2001          | 14. Dez. 2002                         | James Burrows | Sally Bradford                              |
| 69         | 23        | Wo die Liebe hinfällt …       | Last Of The Really Odd Lovers        | 10. Mai 2001         | 21. Dez. 2002                         | James Burrows | Kari Lizer                                  |
| 70         | 24        | Söhne und Liebhaber – Teil 1  | Sons & Lovers (1)                    | 17. Mai 2001         | 28. Dez. 2002                         | James Burrows | David Kohan & Max Mutchnick                 |
| 71         | 25        | Söhne und Liebhaber – Teil 2  | Sons & Lovers (2)                    | 17. Mai 2001         | 28. Dez. 2002                         | James Burrows | David Kohan & Max Mutchnick                 |

## Staffel 4
Die Erstausstrahlung der vierten Staffel war vom 27. September 2001 bis zum 16. Mai 2002 auf dem US-amerikanischen Fernsehsender NBC zu sehen. Die deutschsprachige Erstausstrahlung sendete der deutsche Sender ProSieben vom 4. Januar 2003 bis zum 28. Juni 2003.
| Nr. (ges.) | Nr. (St.) | Deutscher Titel                      | Originaltitel                                | Erstausstrahlung USA | Deutschsprachige Erstausstrahlung (D) | Regie         | Drehbuch                                                                  |
| ---------- | --------- | ------------------------------------ | -------------------------------------------- | -------------------- | ------------------------------------- | ------------- | ------------------------------------------------------------------------- |
| 72         | 1         | Das dritte Rad                       | The Third Wheel Gets The Grace               | 27. Sep. 2001        | 4. Jan. 2003                          | James Burrows | David Kohan & Max Mutchnick                                               |
| 73         | 2         | Der Happy-Dance                      | Past & Presents                              | 4. Okt. 2001         | 11. Jan. 2003                         | James Burrows | Tracy Poust & Jon Kinnally                                                |
| 74         | 3         | Kitzelige FBI-Agenten                | Crouching Father, Hidden Husband             | 11. Okt. 2001        | 18. Jan. 2003                         | James Burrows | Adam Barr                                                                 |
| 75         | 4         | Vertreibung aus dem Paradies         | Prison Blues                                 | 18. Okt. 2001        | 25. Jan. 2003                         | James Burrows | Alex Herschlag                                                            |
| 76         | 5         | Viel oder wenig?                     | Loose Lips Sink Relationships                | 25. Okt. 2001        | 1. Feb. 2003                          | James Burrows | Kari Lizer                                                                |
| 77         | 6         | Willst Du mein Mann werden           | Rules Of Engagement                          | 1. Nov. 2001         | 8. Feb. 2003                          | James Burrows | Jeff Greenstein                                                           |
| 78         | 7         | Eine kalte Dusche für Grace          | Bed, Bath & Beyond                           | 8. Nov. 2001         | 15. Feb. 2003                         | James Burrows | Jhoni Marchinko                                                           |
| 79         | 8         | Der Wahlkampf                        | Star-Spangled Banter                         | 15. Nov. 2001        | 22. Feb. 2003                         | James Burrows | Cynthia Mort                                                              |
| 80         | 9         | Thanksgiving im Stundentakt – Teil 1 | Moveable Feast (1)                           | 22. Nov. 2001        | 1. März 2003                          | James Burrows | Kari Lizer                                                                |
| 81         | 10        | Thanksgiving im Stundentakt – Teil 2 | Moveable Feast (2)                           | 22. Nov. 2001        | 8. März 2003                          | James Burrows | Kari Lizer                                                                |
| 82         | 11        | Wie du mir, so er mir                | Stakin’ Care Of Business                     | 6. Dez. 2001         | 15. März 2003                         | James Burrows | Bill Wrubel                                                               |
| 83         | 12        | Das Weihnachtsschaufenster           | Jingle Balls                                 | 13. Dez. 2001        | 22. März 2003                         | James Burrows | Laura Kightlinger                                                         |
| 84         | 13        | Der Deckhengst                       | Whoa, Nelly                                  | 10. Jan. 2002        | 29. März 2003                         | James Burrows | Adam Barr                                                                 |
| 85         | 14        | Liebe im Vollzug                     | Grace In The Hole                            | 17. Jan. 2002        | 5. Apr. 2003                          | James Burrows | Bill Wrubel                                                               |
| 86         | 15        | Die Braut, die sich nicht traut      | Dyeing Is Easy, Comedy Is Hard               | 31. Jan. 2002        | 12. Apr. 2003                         | James Burrows | Darlene Hunt                                                              |
| 87         | 16        | Der Chorknabe vom falschen Ufer      | A Chorus Lie                                 | 7. Feb. 2002         | 19. Apr. 2003                         | James Burrows | Tracy Poust & Jon Kinnally                                                |
| 88         | 17        | Hommage an Karen                     | Someone Old, Someplace New                   | 28. Feb. 2002        | 26. Apr. 2003                         | James Burrows | Jhoni Marchinko & Alex Herschlag, Jeff Greenstein                         |
| 89         | 18        | Der Schlitzer                        | Something Borrowed, Someone's Due            | 7. März 2002         | 3. Mai 2003                           | James Burrows | Bill Wrubel & Adam Barr, Kari Lizer                                       |
| 90         | 19        | Hochzeitstag mit Affären             | Cheatin’ Trouble Blues                       | 28. März 2002        | 10. Mai 2003                          | James Burrows | Alex Herschlag                                                            |
| 91         | 20        | Der Zwerg im Schrebergarten          | Went To A Garden Potty                       | 4. Apr. 2002         | 17. Mai 2003                          | James Burrows | Tracy Poust & Jon Kinnally, Sally Bradford                                |
| 92         | 21        | Das schwule Maskottchen              | He Shoots, They Snore                        | 11. Apr. 2002        | 24. Mai 2003                          | James Burrows | Sally Bradford                                                            |
| 93         | 22        | Die falsche Braut                    | Wedding Balls                                | 18. Apr. 2002        | 31. Mai 2003                          | James Burrows | Laura Kightlinger                                                         |
| 94         | 23        | Eine verhängnisvolle Affäre          | Fagel Attraction                             | 25. Apr. 2002        | 7. Juni 2003                          | James Burrows | Jenji Kohan                                                               |
| 95         | 24        | Hokus Pokus                          | Hocus Focus                                  | 2. Mai 2002          | 14. Juni 2003                         | James Burrows | Sally Bradford                                                            |
| 96         | 25        | Der kosmische Warteraum              | A Buncha White Chicks Sittin’ Around Talkin’ | 9. Mai 2002          | 21. Juni 2003                         | James Burrows | David Kohan & Max Mutchnick                                               |
| 97         | 26        | Künstliche Befruchtung – Teil 1      | A.I.: Artificial Insemination (1)            | 16. Mai 2002         | 28. Juni 2003                         | James Burrows | Adam Barr, Jeff Greenstein & Alex Herschlag, Kari Lizer & Jhoni Marchinko |
| 98         | 27        | Künstliche Befruchtung – Teil 2      | A.I.: Artificial Insemination (2)            | 16. Mai 2002         | 28. Juni 2003                         | James Burrows | Adam Barr, Jeff Greenstein & Alex Herschlag, Kari Lizer & Jhoni Marchinko |

## Staffel 5
Die Erstausstrahlung der fünften Staffel war vom 26. September 2002 bis zum 15. Mai 2003 auf dem US-amerikanischen Fernsehsender NBC zu sehen. Die deutsche Erstausstrahlung sendete der Sender ProSieben vom 12. Juli 2003 bis zum 27. Dezember 2003.
| Nr. (ges.) | Nr. (St.) | Deutscher Titel                | Originaltitel                             | Erstausstrahlung USA | Deutschsprachige Erstausstrahlung (D) | Regie         | Drehbuch                                                                          |
| ---------- | --------- | ------------------------------ | ----------------------------------------- | -------------------- | ------------------------------------- | ------------- | --------------------------------------------------------------------------------- |
| 99         | 1         | Reiter in der Not              | …And the Horse He Rode In On              | 26. Sep. 2002        | 12. Juli 2003                         | James Burrows | Adam Barr                                                                         |
| 100        | 2         | Kevin nie allein zu Haus       | Bacon And Eggs                            | 3. Okt. 2002         | 19. Juli 2003                         | James Burrows | Alex Herschlag                                                                    |
| 101        | 3         | Der Nasenhaarschneider         | The Kid Stays Out Of The Picture          | 10. Okt. 2002        | 26. Juli 2003                         | James Burrows | Jhoni Marchinko                                                                   |
| 102        | 4         | Gefangen in der Hüpfburg       | Humongous Growth                          | 17. Okt. 2002        | 2. Aug. 2003                          | James Burrows | Kari Lizer                                                                        |
| 103        | 5         | Ein kleiner Ausflug            | It’s The Gay Pumpkin, Charlie Brown       | 31. Okt. 2002        | 9. Aug. 2003                          | James Burrows | Gary Janetti                                                                      |
| 104        | 6         | Irrenhaus und Wohnmobil        | Boardroom & A Parked Place                | 7. Nov. 2002         | 16. Aug. 2003                         | James Burrows | Gail Lerner                                                                       |
| 105        | 7         | Das falsche Ich                | The Needle & Omelet’s Done                | 14. Nov. 2002        | 23. Aug. 2003                         | James Burrows | Tracy Poust & Jon Kinnally                                                        |
| 106        | 8         | Heirate mich ein bisschen      | Marry Me A Little (1)                     | 21. Nov. 2002        | 30. Aug. 2003                         | James Burrows | Jeff Greenstein & Bill Wrubel                                                     |
| 107        | 9         | Heirate mich ein bisschen mehr | Marry Me A Little More (2)                | 21. Nov. 2002        | 6. Sep. 2003                          | James Burrows | Jeff Greenstein & Bill Wrubel                                                     |
| 108        | 10        | Die Schwulenmafia              | The Honeymoon’s Over                      | 5. Dez. 2002         | 13. Sep. 2003                         | James Burrows | Sally Bradford                                                                    |
| 109        | 11        | Der Nussknacker                | All About Christmas Eve                   | 12. Dez. 2002        | 20. Sep. 2003                         | James Burrows | Adam Barr                                                                         |
| 110        | 12        | Die Manndecker                 | Field Of Queens                           | 9. Jan. 2003         | 27. Sep. 2003                         | James Burrows | Katie Palmer                                                                      |
| 111        | 13        | Die Gay-Hilfen                 | Fagmalion Part One: Gay It Forward        | 16. Jan. 2003        | 4. Okt. 2003                          | James Burrows | Tracy Poust & Jon Kinnally                                                        |
| 112        | 14        | Cosi fan Tucke                 | Fagmalion Part Two: Attack of the Clones  | 30. Jan. 2003        | 11. Okt. 2003                         | James Burrows | Gary Janetti                                                                      |
| 113        | 15        | Das Homo-Gen                   | Homojo                                    | 6. Feb. 2003         | 18. Okt. 2003                         | James Burrows | Bill Wrubel                                                                       |
| 114        | 16        | Mädels unter sich              | Women & Children First                    | 13. Feb. 2003        | 25. Okt. 2003                         | James Burrows | Laura Kightlinger                                                                 |
| 115        | 17        | Der Bart ist ab                | Fagmalion Part Three: Bye, Bye, Beardy    | 20. Feb. 2003        | 8. Nov. 2003                          | James Burrows | Alex Herschlag                                                                    |
| 116        | 18        | Die Abfuhr                     | Fagmalion Part Four: The Guy Who Loved Me | 13. März 2003        | 15. Nov. 2003                         | James Burrows | Gail Lerner                                                                       |
| 117        | 19        | Sex, Duschen und Video         | Sex, Losers, and Videotape                | 3. Apr. 2003         | 22. Nov. 2003                         | James Burrows | Steve Gabriel                                                                     |
| 118        | 20        | Leo, geschenkt                 | Leo Unwrapped                             | 17. Apr. 2003        | 29. Nov. 2003                         | James Burrows | Sonja Warfield                                                                    |
| 119        | 21        | Material Girl                  | Dolls And Dolls                           | 24. Apr. 2003        | 6. Dez. 2003                          | James Burrows | Kari Lizer                                                                        |
| 120        | 22        | Scheiden tut weh               | May Divorce Be With You                   | 1. Mai 2003          | 13. Dez. 2003                         | James Burrows | Sally Bradford                                                                    |
| 121        | 23        | Wo ein letzter Wille ist       | 23                                        | 8. Mai 2003          | 20. Dez. 2003                         | James Burrows | Adam Barr, Jeff Greenstein, Gary Janetti, Sally Bradford & Alex Herschlag         |
| 122        | 24        | Wenn sich Frauen hauen         | 24                                        | 15. Mai 2003         | 27. Dez. 2003                         | James Burrows | Gail Lerner, Kari Lizer, Jhoni Marchinko, Tracy Poust, Jon Kinnally & Bill Wrubel |

## Staffel 6
Die Erstausstrahlung der sechsten Staffel war vom 25. September 2003 bis zum 29. April 2004 auf dem US-amerikanischen Fernsehsender NBC zu sehen. Die deutschsprachige Erstausstrahlung sendete der Sender ProSieben vom 5. September 2004 bis zum 13. März 2005-
| Nr. (ges.) | Nr. (St.) | Deutscher Titel                     | Originaltitel                 | Erstausstrahlung USA | Deutschsprachige Erstausstrahlung (D) | Regie         | Drehbuch                          |
| ---------- | --------- | ----------------------------------- | ----------------------------- | -------------------- | ------------------------------------- | ------------- | --------------------------------- |
| 123        | 1         | Steife Brise                        | Dames At Sea                  | 25. Sep. 2003        | 5. Sep. 2004                          | James Burrows | Adam Barr                         |
| 124        | 2         | Sex und Ex                          | Last Ex To Brooklyn           | 2. Okt. 2003         | 12. Sep. 2004                         | James Burrows | Alex Herschlag                    |
| 125        | 3         | Mamma Mia                           | Home Court Disadvantage       | 9. Okt. 2003         | 19. Sep. 2004                         | James Burrows | Jhoni Marchinko                   |
| 126        | 4         | Ein Satz für Jack                   | Me & Mr. Jones                | 23. Okt. 2003        | 26. Sep. 2004                         | James Burrows | Gary Janetti                      |
| 127        | 5         | Keine Chance für Anal-Phabeten      | A-Story, Bee-Story            | 30. Okt. 2003        | 10. Okt. 2004                         | James Burrows | Gail Lerner                       |
| 128        | 6         | Wer seine Mutter liebt, der schiebt | Heart Like A Wheelchair       | 6. Nov. 2003         | 17. Okt. 2004                         | James Burrows | Tracy Poust & Jon Kinnally        |
| 129        | 7         | Held in weißen Strumpfhosen         | Nice In White Satin           | 13. Nov. 2003        | 24. Okt. 2004                         | James Burrows | Bill Wrubel                       |
| 130        | 8         | Alles roger in Kambodscha?          | Swimming From Cambodia        | 20. Nov. 2003        | 31. Okt. 2004                         | James Burrows | Sonja Warfield                    |
| 131        | 9         | Karen gegen Candice                 | Strangers With Candice        | 4. Dez. 2003         | 7. Nov. 2004                          | James Burrows | Sally Bradford                    |
| 132        | 10        | Der Fanilow                         | Fanilow                       | 11. Dez. 2003        | 14. Nov. 2004                         | James Burrows | Kari Lizer                        |
| 133        | 11        | Schwestern von gestern              | The Accidental Tsuris         | 15. Jan. 2004        | 21. Nov. 2004                         | James Burrows | Jeff Greenstein                   |
| 134        | 12        | Der Frustknabe                      | A Gay/December Romance        | 22. Jan. 2004        | 28. Nov. 2004                         | James Burrows | Tracy Poust & Jon Kinnally        |
| 135        | 13        | Hüttenzauber                        | Ice Cream Balls               | 10. Feb. 2004        | 5. Dez. 2004                          | James Burrows | Laura Kightlinger                 |
| 136        | 14        | Auf Sparflamme                      | Looking For Mr. Good Enough   | 19. Feb. 2004        | 12. Dez. 2004                         | James Burrows | Gary Janetti                      |
| 137        | 15        | Flip-Flop – Teil 1                  | Flip-Flop (1)                 | 26. Feb. 2004        | 19. Dez. 2004                         | James Burrows | Adam Barr                         |
| 138        | 16        | Flip-Flop – Teil 2                  | Flip-Flop (2)                 | 4. März 2003         | 2. Jan. 2005                          | James Burrows | Alex Herschlag                    |
| 139        | 17        | East Side Story                     | East Side Story               | 11. März 2004        | 9. Jan. 2005                          | James Burrows | Gail Lerner                       |
| 140        | 18        | In dubio pro homo                   | Courting Disaster             | 18. März 2004        | 16. Jan. 2005                         | James Burrows | Sally Bradford                    |
| 141        | 19        | No Sex and the City                 | No Sex ’N’ The City           | 25. März 2004        | 23. Jan. 2005                         | James Burrows | Steve Gabriel                     |
| 142        | 20        | Ententanz und Ingwer-Hühnchen       | Fred Astaire & Ginger Chicken | 1. Apr. 2004         | 30. Jan. 2005                         | James Burrows | Ain Gordon                        |
| 143        | 21        | Pompons für Papa                    | I Never Cheered For My Father | 4. Apr. 2004         | 6. Feb. 2005                          | James Burrows | Adam Barr                         |
| 144        | 22        | Rede wem Rede gebührt               | Speechless                    | 22. Apr. 2004        | 20. Feb. 2005                         | James Burrows | Sally Bradford                    |
| 145        | 23        | Hier kommt die Braut – Teil 1       | I Do (1)                      | 29. Apr. 2004        | 27. Feb. 2005                         | James Burrows | Jeff Greenstein & Jhoni Marchinko |
| 146        | 24        | Hier kommt die Braut – Teil 2       | Oh, No, You Di-In’t (2)       | 29. Apr. 2004        | 13. März 2005                         | James Burrows | Kari Lizer & Sonja Warfield       |

## Staffel 7
Die Erstausstrahlung der siebten Staffel war vom 16. September 2004 bis zum 19. Mai 2005 auf dem US-amerikanischen Fernsehsender NBC zu sehen. Die deutschsprachige Erstausstrahlung sendete der Sender ProSieben vom 30. Oktober 2005 bis zum 26. März 2006.
| Nr. (ges.) | Nr. (St.) | Deutscher Titel             | Originaltitel                   | Erstausstrahlung USA | Deutschsprachige Erstausstrahlung (D) | Regie         | Drehbuch                        |
| ---------- | --------- | --------------------------- | ------------------------------- | -------------------- | ------------------------------------- | ------------- | ------------------------------- |
| 147        | 1         | Ich leide auch              | FYI: I Hurt, Too                | 16. Sep. 2004        | 30. Okt. 2005                         | James Burrows | David Flebotte & Alex Herschlag |
| 148        | 2         | Jack und Jackson            | Back Up Dancer                  | 23. Sep. 2004        | 4. Nov. 2005                          | James Burrows | Tracy Poust & Jon Kinnally      |
| 149        | 3         | Oh, AA                      | One Gay At A Time               | 30. Sep. 2004        | 13. Nov. 2005                         | James Burrows | Sally Bradford                  |
| 150        | 4         | Nett zu Ned                 | Company                         | 7. Okt. 2004         | 20. Nov. 2005                         | James Burrows | Bill Wrubel                     |
| 151        | 5         | Die Schlüsselfrage          | Key Party                       | 14. Okt. 2004        | 4. Dez. 2005                          | James Burrows | Sonja Warfield                  |
| 152        | 6         | Homo Erectus                | The Newlydreads                 | 21. Okt. 2004        | 11. Dez. 2005                         | James Burrows | Kate Angelo                     |
| 153        | 7         | Huhn mit Weste              | Will & Grace & Vince & Nadine   | 4. Nov. 2004         | 18. Dez. 2005                         | James Burrows | Gary Janetti                    |
| 154        | 8         | Verrauschte Worte – Teil 1  | Saving Grace, Again (1)         | 11. Nov. 2004        | 8. Jan. 2005                          | James Burrows | Greg Malins                     |
| 155        | 9         | Verrauschte Worte – Teil 2  | Saving Grace, Again (2)         | 18. Nov. 2004        | 15. Jan. 2006                         | James Burrows | Gail Lerner                     |
| 156        | 10        | Die Gayflower – Teil 1      | Queens For A Day (1)            | 25. Nov. 2004        | 22. Jan. 2006                         | James Burrows | Kirk J. Rudell                  |
| 157        | 11        | Die Gayflower – Teil 2      | Queens For A Day (2)            | 25. Nov. 2004        | 29. Jan. 2006                         | James Burrows | Kirk J. Rudell                  |
| 158        | 12        | Scherbengericht             | Christmas Break                 | 9. Dez. 2004         | 12. Feb. 2006                         | James Burrows | Bill Wrubel                     |
| 159        | 13        | Der Sieben-Punkte-Plan      | Board Games                     | 6. Jan. 2005         | 19. Feb. 2006                         | James Burrows | Sally Bradford                  |
| 160        | 14        | Partner                     | Partners                        | 13. Jan. 2005        | 19. Feb. 2006                         | James Burrows | Alex Herschlag                  |
| 161        | 15        | Die Locke der Diva          | Bully Woolley                   | 3. Feb. 2005         | 26. Feb. 2006                         | James Burrows | Greg Malins                     |
| 162        | 16        | Ein Romeo für Karen         | Dance Cards & Greeting Cards    | 10. Feb. 2005        | 26. Feb. 2006                         | James Burrows | Gail Lerner                     |
| 163        | 17        | Freude mit Vögeln           | The Birds & The Bees            | 17. Feb. 2005        | 5. März 2006                          | James Burrows | Steve Gabriel                   |
| 164        | 18        | Der Pansexuelle Patissier   | The Fabulous Baker Boy          | 24. Feb. 2005        | 5. März 2006                          | James Burrows | Kate Angelo                     |
| 165        | 19        | Der Garten Eden der Heten   | Sour Balls                      | 17. März 2005        | 12. März 2006                         | James Burrows | Laura Kightlinger               |
| 166        | 20        | Die Blonde und der Maulwurf | The Blonde Leading The Blind    | 21. Apr. 2005        | 12. März 2006                         | James Burrows | Sonja Warfield                  |
| 167        | 21        | Die Katze ist weg           | It’s A Dad, Dad, Dad, Dad World | 5. Mai 2005          | 19. März 2006                         | James Burrows | Jordana Arkin                   |
| 168        | 22        | Wills letzter Wille         | From Queer To Eternity          | 10. Mai 2005         | 19. März 2006                         | James Burrows | Barry Langer                    |
| 169        | 23        | Tunt-Ench-Amun              | Friends With Benefits           | 19. Mai 2005         | 26. März 2006                         | James Burrows | Tracy Poust & Jon Kinnally      |
| 170        | 24        | Kuss und Schluss            | Kiss & Tell                     | 19. Mai 2005         | 26. März 2006                         | James Burrows | Gary Janetti                    |

## Staffel 8
Die Erstausstrahlung der achten Staffel war vom 29. September 2005 bis zum 18. Mai 2006 auf dem US-amerikanischen Fernsehsender NBC zu sehen. Die deutschsprachige Erstausstrahlung sendete der deutsche Free-TV-Sender Sat.1 ab dem 18. Oktober 2008. Das Serienfinale wurde am 3. Januar 2009 gesendet.
| Nr. (ges.) | Nr. (St.) | Deutscher Titel              | Originaltitel                  | Erstausstrahlung USA | Deutschsprachige Erstausstrahlung (D) | Regie         | Drehbuch                                  |
| ---------- | --------- | ---------------------------- | ------------------------------ | -------------------- | ------------------------------------- | ------------- | ----------------------------------------- |
| 171        | 1         | Alles Live                   | Alive And Schticking           | 29. Sep. 2005        | 18. Okt. 2008                         | James Burrows | Bill Wrubel                               |
| 172        | 2         | Beschnittener Jack-Talk      | I Second That Emotion          | 6. Okt. 2005         | 18. Okt. 2008                         | James Burrows | Gary Janetti                              |
| 173        | 3         | Der alte Mann und der Pool   | The Old Man And The Sea        | 13. Okt. 2005        | 25. Okt. 2008                         | James Burrows | Greg Malins                               |
| 174        | 4         | Der Pestakt                  | Steams Like Old Times          | 20. Okt. 2005        | 25. Okt. 2008                         | James Burrows | Gail Lerner                               |
| 175        | 5         | Malcolm Ex                   | The Hole Truth                 | 3. Nov. 2005         | 1. Nov. 2008                          | James Burrows | Sally Bradford                            |
| 176        | 6         | Über den rosa Wolken         | Love is in the Airplane        | 10. Nov. 2005        | 1. Nov. 2008                          | James Burrows | Tracy Poust & Jon Kinnally                |
| 177        | 7         | Der Pinguin vom anderen Ufer | Birds of a Feather Boa         | 17. Nov. 2005        | 8. Nov. 2008                          | James Burrows | Abraham Higginbotham                      |
| 178        | 8         | Der Miethai ist high         | Swish Out Of Water             | 24. Nov. 2005        | 8. Nov. 2008                          | James Burrows | Kirk J. Rudell                            |
| 179        | 9         | Das Festtags-Flittchen       | A Little Christmas Queer       | 8. Dez. 2005         | 15. Nov. 2008                         | James Burrows | Jamie Rhonheimer                          |
| 180        | 10        | In die Falle getrappt        | Von Trapped                    | 5. Jan. 2006         | 15. Nov. 2008                         | James Burrows | Gail Lerner                               |
| 181        | 11        | Gespräche im Klo             | Bathroom Humor                 | 12. Jan. 2006        | 22. Nov. 2008                         | James Burrows | Greg Malins                               |
| 182        | 12        | Verbotenes Früchtchen        | Forbidden Fruit                | 19. Jan. 2006        | 22. Nov. 2008                         | James Burrows | Janis Hirsch                              |
| 183        | 13        | Adieu, Pas de deux           | Cop To It                      | 26. Jan. 2006        | 29. Nov. 2008                         | James Burrows | Sally Bradford                            |
| 184        | 14        | L. Gay Confidential          | I Love L. Gay                  | 2. Feb. 2006         | 29. Nov. 2008                         | James Burrows | Steve Gabriel                             |
| 185        | 15        | Die Braut, die alles versaut | The Definition of Marriage     | 9. Feb. 2006         | 6. Dez. 2008                          | James Burrows | Abraham Higginbotham                      |
| 186        | 16        | Unter diesen Umständen       | Grace Expectations             | 16. März 2006        | 6. Dez. 2008                          | James Burrows | Janis Hirsch                              |
| 187        | 17        | Cowboys und Iraner           | Cowboys and Iranians           | 23. März 2006        | 13. Dez. 2008                         | James Burrows | Robia Rashid                              |
| 188        | 18        | Leih, leih, Baby             | Buy Buy Baby                   | 30. März 2006        | 13. Dez. 2008                         | James Burrows | Kirk J. Rudell                            |
| 189        | 19        | Nicht ohne meine Decke       | Blanket Apology                | 6. Apr. 2006         | 20. Dez. 2008                         | James Burrows | James Lecesne                             |
| 190        | 20        | Trauer und Trockner          | The Mourning Son               | 27. Apr. 2006        | 20. Dez. 2008                         | James Burrows | Jamie Rhonheimer                          |
| 191        | 21        | Immer schön atmen            | Partners ’n’ Crime             | 4. Mai 2006          | 27. Dez. 2008                         | James Burrows | Josh Silberman & Zack Slovinsky           |
| 192        | 22        | Twister mit Gin              | Whatever Happened to Baby Gin? | 11. Mai 2006         | 28. Dez. 2008                         | James Burrows | Gary Janetti & Tracy Poust & Jon Kinnally |
| 193        | 23        | Abschied, die Erste          | The Finale (1)                 | 18. Mai 2006         | 3. Jan. 2009                          | James Burrows | David Kohan & Max Mutchnick               |
| 194        | 24        | Abschied, die Zweite         | The Finale (2)                 | 18. Mai 2006         | 3. Jan. 2009                          | James Burrows | David Kohan & Max Mutchnick               |

## Staffel 9
Die Erstausstrahlung der neunten Staffel war vom 28. September 2017 bis zum 5. April 2018 auf dem US-amerikanischen Fernsehsender NBC zu sehen. Die deutschsprachige Erstausstrahlung sendete der österreichische Free-TV-Sender ORF eins vom 30. April bis zum 11. Juni 2018. Die Folge Weihnachten für Arme wurde zuerst online auf der Homepage des deutschen Senders ProSieben veröffentlicht und am 19. Mai 2018 auf dem Schweizer Sender TV24 erstausgestrahlt.
| Nr. (ges.) | Nr. (St.) | Deutscher Titel                     | Originaltitel                                    | Erstausstrahlung USA | Deutschsprachige Erstausstrahlung (A/CH) | Regie         | Drehbuch                                               |
| ---------- | --------- | ----------------------------------- | ------------------------------------------------ | -------------------- | ---------------------------------------- | ------------- | ------------------------------------------------------ |
| 195        | 1         | Elf Jahre später                    | 11 Years Later                                   | 28. Sept. 2017       | 30. Apr. 2018                            | James Burrows | David Kohan & Max Mutchnick                            |
| 196        | 2         | Kalte Dusche                        | Who’s Your Daddy                                 | 5. Okt. 2017         | 30. Apr. 2018                            | James Burrows | Tracy Poust & Jon Kinnally                             |
| 197        | 3         | Der Notfallkontakt                  | Emergency Contact                                | 12. Okt. 2017        | 7. Mai 2018                              | James Burrows | Nina Pedrad                                            |
| 198        | 4         | Opa Jack                            | Grandpa Jack                                     | 19. Okt. 2017        | 7. Mai 2018                              | James Burrows | Alex Herschlag                                         |
| 199        | 5         | Das Rubbellos                       | How to Succeed in Business Without Really Crying | 26. Okt. 2017        | 14. Mai 2018                             | James Burrows | Suzanne Martin & John Quaintance                       |
| 200        | 6         | Traurige Karen                      | Rosario’s Quinceañera                            | 2. Nov. 2017         | 14. Mai 2018                             | James Burrows | Tracy Poust & Jon Kinnally                             |
| 201        | 7         | Weihnachten für Arme                | A Gay Olde Christmas                             | 5. Dez. 2017         | 19. Mai 2018                             | James Burrows | John Quaintance                                        |
| 202        | 8         | Der Ohrwurm                         | Friends and Lover                                | 4. Jan. 2018         | 21. Mai 2018                             | James Burrows | Suzanne Martin                                         |
| 203        | 9         | Verrückt nach Larry                 | There’s Something About Larry                    | 11. Jan. 2018        | 21. Mai 2018                             | James Burrows | Alex Herschlag                                         |
| 204        | 10        | Die Hochzeit                        | The Wedding                                      | 18. Jan. 2018        | 28. Mai 2018                             | James Burrows | David Kohan, Max Mutchnick, Tracy Poust & Jon Kinnally |
| 205        | 11        | Der Floh im Ohr                     | Staten Island Fairy                              | 1. Feb. 2018         | 28. Mai 2018                             | James Burrows | John Quaintance Idee: David Kohan & Max Mutchnick      |
| 206        | 12        | Die Drei-Generationen-Nummer        | Three Weiss Men                                  | 1. März 2018         | 4. Juni 2018                             | James Burrows | Tracy Poust & Jon Kinnally                             |
| 207        | 13        | Kinderarbeit und sprechende Leichen | Sweatshop Annie & the Annoying Baby Shower       | 8. März 2018         | 4. Juni 2018                             | James Burrows | John Quaintance                                        |
| 208        | 14        | Zuckerguss und Peitsche             | The Beefcake & the Cake Beef                     | 15. März 2018        | 11. Juni 2018                            | James Burrows | Suzanne Martin                                         |
| 209        | 15        | Der einzige Job                     | One Job                                          | 29. März 2018        | 11. Juni 2018                            | James Burrows | Suzanne Martin & Alex Herschlag                        |
| 210        | 16        | Familienverhältnisse                | It’s a Family Affair                             | 5. Apr. 2018         | 11. Juni 2018                            | James Burrows | David Kohan & Max Mutchnick                            |

## Staffel 10
Die Erstausstrahlung der zehnten Staffel war vom 4. Oktober 2018 bis zum 4. April 2019 auf dem US-amerikanischen Fernsehsender NBC zu sehen. Die deutschsprachige Erstausstrahlung wurde vom 13. März bis 20. November 2019 beim deutschen Pay-TV-Sender ProSieben Fun gesendet.
| Nr. (ges.) | Nr. (St.) | Deutscher Titel                    | Originaltitel                       | Erstausstrahlung USA | Deutschsprachige Erstausstrahlung (D) | Regie         | Drehbuch                        |
| ---------- | --------- | ---------------------------------- | ----------------------------------- | -------------------- | ------------------------------------- | ------------- | ------------------------------- |
| 211        | 1         | Der Westside Griesgram             | The West Side Curmudgeon            | 4. Okt. 2018         | 13. März 2019                         | James Burrows | John Quaintance                 |
| 212        | 2         | Wo in aller Welt ist Karen Walker? | Where in the World Is Karen Walker? | 11. Okt. 2018        | 20. März 2019                         | James Burrows | Adam Barr                       |
| 213        | 3         | Tex and the City                   | Tex and the City                    | 18. Okt. 2018        | 27. März 2019                         | James Burrows | John Quaintance                 |
| 214        | 4         | Erscheinung aus dem Geisterreich   | Who’s Sorry Now?                    | 25. Okt. 2018        | 3. Apr. 2019                          | James Burrows | Tracy Poust & Jon Kinnally      |
| 215        | 5         | Der Bitch-Royal                    | Grace’s Secret                      | 1. Nov. 2018         | 10. Apr. 2019                         | James Burrows | Suzanne Martin                  |
| 216        | 6         | Schwul wie Lincoln                 | Kid ’N Play                         | 15. Nov. 2018        | 17. Apr. 2019                         | James Burrows | Suzanne Martin                  |
| 217        | 7         | Wer hat’s am schwersten            | So Long, Division                   | 29. Nov. 2018        | 24. Apr. 2019                         | James Burrows | Adam Barr                       |
| 218        | 8         | Lapdance für Lorraine              | Anchor Away                         | 6. Dez. 2018         | 1. Mai 2019                           | James Burrows | Alex Herschlag                  |
| 219        | 9         | Schokomilch mit Schuss             | Family, Trip                        | 31. Jan. 2019        | 23. Okt. 2019                         | James Burrows | Tracy Poust & Jon Kinnally      |
| 220        | 10        | Nachricht von einem Toten          | Dead Man Texting                    | 7. Feb. 2019         | 23. Okt. 2019                         | James Burrows | Jordan Reddout & Gus Hickey     |
| 221        | 11        | Gewicht und Gericht                | The Scales of Justice               | 14. Feb. 2019        | 30. Okt. 2019                         | James Burrows | Laura Kightlinger               |
| 222        | 12        | Wege zum Glück                     | The Pursuit of Happiness            | 21. Feb. 2019        | 30. Okt. 2019                         | James Burrows | John Quaintance & Adam Barr     |
| 223        | 13        | Der wahre McCoy                    | The Real McCoy                      | 28. Feb. 2019        | 6. Nov. 2019                          | James Burrows | Alex Herschlag                  |
| 224        | 14        | Es lebe Aurora                     | Supreme Courtship                   | 7. März 2019         | 6. Nov. 2019                          | James Burrows | Jordan Reddout & Gus Hickey     |
| 225        | 15        | Böses Blut                         | Bad Blood                           | 14. März 2019        | 13. Nov. 2019                         | James Burrows | Adam Barr                       |
| 226        | 16        | Nur nicht stecken bleiben          | Conscious Coupling                  | 21. März 2019        | 13. Nov. 2019                         | James Burrows | Tracy Poust & Jon Kinnally      |
| 227        | 17        | Die 13 Goldmünzen                  | The Things We Do for Love           | 28. März 2019        | 20. Nov. 2019                         | James Burrows | John Quaintance                 |
| 228        | 18        | Die große Schwulenhochzeit         | Jack’s Big Gay Wedding              | 4. Apr. 2019         | 20. Nov. 2019                         | James Burrows | Alex Herschlag & Suzanne Martin |

## Staffel 11
Die Erstausstrahlung der elften Staffel war vom 24. Oktober 2019 bis zum 23. April 2020 auf dem US-amerikanischen Fernsehsender NBC zu sehen. Die deutschsprachige Erstausstrahlung wurde vom 21. April bis zum 16. Juni 2021 beim deutschen Pay-TV-Sender ProSieben Fun gesendet.
| Nr. (ges.) | Nr. (St.) | Deutscher Titel               | Originaltitel               | Erstausstrahlung USA | Deutschsprachige Erstausstrahlung (D) | Regie         | Drehbuch                                               |
| ---------- | --------- | ----------------------------- | --------------------------- | -------------------- | ------------------------------------- | ------------- | ------------------------------------------------------ |
| 229        | 1         | Eat, Pray, Love, Telefon, Sex | Eat, Pray, Love, Phone, Sex | 24. Okt. 2019        | 21. Apr. 2021                         | James Burrows | David Kohan, Max Mutchnick, Jon Kinnally & Tracy Poust |
| 230        | 2         | Pappa Mia                     | Pappa Mia                   | 31. Okt. 2019        | 21. Apr. 2021                         | James Burrows | Suzanne Martin                                         |
| 231        | 3         | Wer solche Feinde hat         | With Enemies Like These     | 7. Nov. 2019         | 28. Apr. 2021                         | James Burrows | John Quaintance                                        |
| 232        | 4         | Das Huhn oder die Eispenderin | The Chick and the Egg Donor | 14. Nov. 2019        | 28. Apr. 2021                         | James Burrows | Jordan Reddout & Gus Hickey                            |
| 233        | 5         | Der Trauer-Panda              | The Grief Panda             | 21. Nov. 2019        | 5. Mai 2021                           | James Burrows | Jon Kinnally & Tracy Poust                             |
| 234        | 6         | Lampenfieber                  | Performance Anxiety         | 9. Jan. 2020         | 5. Mai 2021                           | James Burrows | John Quaintance                                        |
| 235        | 7         | Ein Haufen Probleme           | What a Dump                 | 16. Jan. 2020        | 12. Mai 2021                          | James Burrows | Suzanne Martin                                         |
| 236        | 8         | Lügen und Flüstern            | Lies & Whispers             | 23. Jan. 2020        | 2. Juni 2021                          | James Burrows | Adam Barr                                              |
| 237        | 9         | Plan Bi                       | Bi-plane                    | 6. Feb. 2020         | 19. Mai 2021                          | James Burrows | Aaron Huffines & C.R. Honce                            |
| 238        | 10        | Von Maus und Menschen         | Of Mice and Men             | 13. Feb. 2020        | 12. Mai 2021                          | James Burrows | Adam Barr                                              |
| 239        | 11        | Getümmel mit Tümmler          | Accidentally on Porpoise    | 20. Feb. 2020        | 26. Mai 2021                          | James Burrows | Suzanne Martin                                         |
| 240        | 12        | Dr. Phil (1)                  | Filthy Phil, Part I         | 27. Feb. 2020        | 19. Mai 2021                          | James Burrows | Jon Kinnally & Tracy Poust                             |
| 241        | 13        | Dr. Phil (2)                  | Filthy Phil, Part II        | 5. März 2020         | 26. Mai 2021                          | James Burrows | Adam Barr                                              |
| 242        | 14        | Alter vor Schönheit           | The Favourite               | 12. März 2020        | 2. Juni 2021                          | James Burrows | Laura Kightlinger                                      |
| 243        | 15        | Babys und Broadway            | Broadway Boundaries         | 19. März 2020        | 9. Juni 2021                          | James Burrows | Jordan Reddout & Gus Hickey                            |
| 244        | 16        | Lucy hoch drei                | We Love Lucy                | 9. Apr. 2020         | 9. Juni 2021                          | James Burrows | John Quaintance                                        |
| 245        | 17        | Der Karen-Walker-Tag          | New Crib                    | 16. Apr. 2020        | 16. Juni 2021                         | James Burrows | Jon Kinnally & Tracy Poust                             |
| 246        | 18        | Es ist soweit                 | It's Time                   | 23. Apr. 2020        | 16. Juni 2021                         | James Burrows | David Kohan & Max Mutchnick                            |